# 皮茨菲尔德 (马萨诸塞州)
匹茲菲（英語：Pittsfield）位于美国麻薩諸塞州西部，是伯克夏縣的縣治所在，面積109.6平方公里。根據2000年美國人口普查，共有45,793人，其中白人占92.58%、非裔美國人占3.66%、亞裔美國人占1.16%。

## 外部連結
- City of Pittsfield, Massachusetts Official Website （页面存档备份，存于）
- Berkshire Historical Society （页面存档备份，存于）
- http://www.boston.com/news/local/massachusetts/articles/2004/05/11/pittsfield_stakes_its_claim_in_baseball_history/ （页面存档备份，存于）
- Wahconah Park （页面存档备份，存于）
- Pittsfield's MySpace Page （页面存档备份，存于）